# Vicia scandens
Vicia scandens är en ärtväxtart som beskrevs av R.P.Murray. Vicia scandens ingår i släktet vickrar, och familjen ärtväxter. Inga underarter finns listade i Catalogue of Life.